# Comuna Trebuhiv, Brovarî
Trebuhiv (în ucraineană Требухів) este o comună în raionul Brovarî, regiunea Kiev, Ucraina, formată din satele Peremojeț și Trebuhiv (reședința).

## Demografie
Componența lingvistică a comunei Trebuhiv
     Ucraineană (98,25%)
     Rusă (1,54%)
     Alte limbi (0,11%)
Conform recensământului din 2001, majoritatea populației comunei Trebuhiv era vorbitoare de ucraineană (98,25%), existând în minoritate și vorbitori de rusă (1,54%).